# Koerland
Koerland (Lets: Kurzeme; Duits: Kurland; Lijfs: Kurāmō; Pools: Kurlandia; Russisch: Курляндия, Koerljandija; Latijn: Curonia) is een historische regio in Letland, gelegen tussen de Oostzee, de Golf van Riga en de Westelijke Dvina.
Het gebied is genoemd naar de oorspronkelijke bewoners, het Baltische volk der Koeren, dat in de Letten is opgegaan. Zij werden in de dertiende eeuw onderworpen door de Duitse Zwaardbroeders. In 1561 werd Koerland met het naburige Semgallen een hertogdom onder Pools leenheerschap. Het werd in 1795 een Russisch gouvernement en is sinds 1918 een deel van Letland.
Het in het westen gesproken Koers werd geleidelijk verdrongen door Lets. De bovenlaag van de bevolking was tot in de twintigste eeuw Duitstalig; het Lets was de taal van de lagere klassen. In het uiterste noorden werd Lijfs gesproken.

## Geografie
Koerland is vlak en moerassig, vol meren en doorsneden door vele rivieren, waaronder de Lielupe (Aa) en de Venta (Windau). De belangrijkste steden zijn Jelgava (Mitau, de hoofdstad van het gebied), Liepāja (Libau), Ventspils (Windau), Grobiņa (Grobin), Aizpute (Hasenpoth), Kuldīga (Goldingen), Saldus (Frauenburg), Pāvilosta (Paulshafen), Piltene (Pilten), Tukums (Tuckum) en Talsi (Talsen).

## Geschiedenis

### De Duitse Orde
De Koeren werden begin 13e eeuw vanuit Lijfland bedreigd door een kruistocht van de Zwaardbroeders. Om een invasie te voorkomen liet de Koerse koning Lammekinus zich in 1230 dopen en erkende hij de paus als leenheer. De Duitse Orde - waarin de Zwaardbroeders in 1237 waren opgegaan - wist echter te voorkomen dat hij de kroon van de paus ontving. De Orde ontving Koerland in 1245 als leen van keizer Frederik II en onderwierp het gebied uiteindelijk geheel in 1269.

### Hertogdom Koerland en Semgallen

Vlag van het hertogdom

De Orde verzwakte in de zestiende eeuw door aanhoudende strijd met het Grootvorstendom Moskou. Een aanval van Ivan IV veroorzaakte de Lijflandse Oorlog (1558-1583), waarin de Lijflandse Orde in 1561 uiteenviel. De laatste grootmeester, Godhard Kettler (1561-1587), ontving in dat jaar Koerland en Semgallen als leen van de Poolse koning Sigismund August. Godhard werd in 1587 opgevolgd door zijn zoons Frederik I (1587-1642) en Willem (1587-1616), die het gebied deelden. De adel liet Willem na een conflict met het bisdom Pilten in 1616 afzetten, waarna Frederik geheel Koerland in handen kreeg.
Koerland beleefde een bloeiperiode onder Frederiks zoon Jacob (1642-1682), een buitengewoon ambitieus heerser. Hij bevorderde handel, nijverheid en vooral scheepsbouw. De steden Windau (Ventspils) en Libau (Liepāja) werden thuishaven van een marine- en handelsvloot waarmee kolonisatie kon worden bedreven. Met Fort Jacob in de Gambia en Tobago in het Caribisch gebied verwierf hij in 1651 en 1652 zelfs twee koloniën. Het lot keerde zich echter tegen Koerland toen Karel X Gustaaf van Zweden Jacobs neutraliteit in de Zweeds-Poolse Oorlog (1655–1660) negeerde. Hij veroverde in 1658 de hoofdstad Mitau (Jelgava) en nam Jacob gevangen. Koerland verloor in deze jaren beide koloniën aan de Nederlanden.

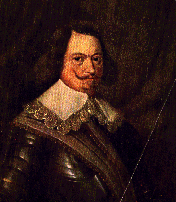
Jacob Kettler

Jacob Kettler kreeg bij de Vrede van Oliva (1660) zijn vrijheid en land terug. Ook Tobago kwam terug bij Koerland, maar Jacobs opvolger Frederik II Casimir (1682-1698) moest het eiland door zijn extravagante levensstijl aan de Britten verkopen. Onder de minderjarige Frederik III Willem (1698-1711) kreeg Koerland in de Grote Noordse Oorlog (1700-1721) nieuwe Zweedse invasies te verduren. Frederik Willem huwde in 1710 Anna, een nicht van Peter de Grote, maar stierf al een klein jaar later.

### Machtsstrijd
Zijn opvolger was formeel zijn oom Ferdinand Kettler, die echter in het buitenland verbleef. De werkelijke macht oefende de hertogin-weduwe Anna uit, onder wie de Russische invloed op Koerland sterk toenam. Om het Poolse plan het hertogdom na de dood van de kinderloze Ferdinand geheel in te lijven te dwarsbomen, kozen de Koerse Staten in 1726 de maréchal de Saxe Maurits, een natuurlijke zoon van August II van Polen, tot hertog. Door Russisch en Pools verzet moest deze echter al in 1729 het veld ruimen.
Polen besloot hierop wederom tot inlijving van Koerland na Ferdinands dood. Onder Russische druk erkende August II Ferdinand in 1731 als hertog. Na zijn kinderloze dood in 1737 zette Anna, inmiddels keizerin van Rusland, met toestemming van August III haar gunsteling Ernst Johann Biron (oorspronkelijk von Bühren) (1737-1740/1763-1769) op de troon. Deze raakte na Anna's dood in Rusland echter uit de gratie. Hij verloor in 1740 zijn troon en werd in 1741 verbannen. De Staten kozen in 1741 Lodewijk Ernst van Brunswijk-Lüneburg-Bevern tot hertog, maar deze verloor zijn troon al na enkele maanden. Na een lang hertogloos tijdperk werd in 1758 prins Karel van Saksen (1758-1763), een zoon van koning August III, tot hertog gekozen. Catharina de Grote herstelde na haar troonsbestijging Ernst Johann Biron echter wederom op de troon.
Birons opvolger Peter (1769-1795) was voortdurend in conflict met de adel en burgerij, die afwisselend steun zochten bij Polen en Rusland. Bij de Derde Poolse Deling (1795) stond Peter zijn macht af aan Rusland. Vanaf dat moment was Koerland een Russisch gouvernement, nog steeds met Mitava (Mitau) als hoofdstad. Het op het Winterpaleis in Sint-Petersburg georiënteerde slot Rundale (Ruhenthal) bij Mitava getuigt van de macht, rijkdom en ambities van de Koerlandse hertog.

### Koerland sinds 1795
De Russen schaften in 1817 in Koerland de lijfeigenschap af. De Duitstalige elite behield haar vooraanstaande positie tot het einde van de negentiende eeuw, toen zowel Baltische Duitsers als Letten het slachtoffer werden van een rigide russificatiepolitiek; in 1867 werd het Duits na zeven eeuwen door het Russisch vervangen als bestuurstaal.
In 1905 kwamen de boeren in opstand en werden de landhuizen van de Baltisch-Duitse adel leeggeroofd en afgebrand. Een aantal zouden hersteld worden, maar veel adellijke families verlieten het land.
Koerland was in de Eerste Wereldoorlog van 1915 tot 1918 bezet door het Duitse Keizerrijk. Het werd vervolgens een provincie van de nieuwe republiek Letland. In de aanloop naar en gedurende de Tweede Wereldoorlog was het gebied achtereenvolgens in handen van de Sovjet-Unie (1940) en van nazi-Duitsland (1941-1945). In 1939 hervestigden tienduizenden Baltische Duitsers uit Koerland zich op vraag van Adolf Hitler elders in het Duitse rijk. Sinds 1945 maakte Koerland deel uit van de Sovjetrepubliek Letland, die in 1991 weer onafhankelijk werd.